# Taylor Sheridan
Taylor Sheridan (Cranfills Gap, Texas; 21 de mayo de 1970) es un guionista, director y actor estadounidense. Es el autor del guion de películas como Sicario y Hell or High Water y director de la cinta de suspenso y drama Wind River, de 2017. En televisión ha sido el creador de la serie Yellowstone y del universo que la rodea.

## Carrera
Sheridan comenzó su carrera en el cine como actor, con personajes en pequeñas películas e intervenciones en series de televisión como Veronica Mars, Walker, Texas Ranger y con la que alcanzó más popularidad, Sons of Anarchy, donde interpretaba al policía David Hale.
Como escritor es el autor del guion de películas como Sicario (2015), dirigida por Denis Villeneuve, por la que fue nominado al premio al mejor guion del Gremio de Escritores de América, y Hell or High Water (titulada Enemigo de todos en México, Sin nada que perder en el resto de Hispanoamérica y Comanchería en España), por la que fue nominado al premio al mejor guion en los Premios Óscar.
En 2017 ocupó el rol de director en la película de suspenso y drama Wind River, de la cual también escribió el guion.

## Filmografía

### Cine
| Año  | Título                        | Escritor | Director | Productor | Actor | Rol            | Crítica |
| ---- | ----------------------------- | -------- | -------- | --------- | ----- | -------------- | ------- |
| 2011 | Vile                          |          | Sí       |           |       |                |         |
| 2015 | Sicario                       | Sí       |          |           |       |                | 92%     |
| 2016 | Hell or High Water            | Sí       |          |           | Sí    | Cowboy (cameo) | 97%     |
| 2017 | Wind River                    | Sí       | Sí       |           |       |                | 86%     |
| 2018 | 12 Strong                     |          |          |           | Sí    | Brian          | 53%     |
| 2018 | Sicario: Day of the Soldado   | Sí       |          |           |       |                | 63%     |
| 2021 | Aquellos que desean mi muerte | Sí       | Sí       | Sí        |       |                |         |
| 2023 | Finestkind                    |          |          | Sí        |       |                |         |

### Televisión
| Año               | Título               | Escritor | Director | Actor | Productor | Rol               |
| ----------------- | -------------------- | -------- | -------- | ----- | --------- | ----------------- |
| 2005-2007         | Veronica Mars        |          |          | Sí    |           | Danny Boyd        |
| 2008-2010         | Sons of Anarchy      |          |          | Sí    |           | David Hale        |
| 2018-presente     | Yellowstone          | Sí       | Sí       | Sí    | Sí        | Travis Wheatley   |
| 2021 - 2022       | 1883                 | Sí       | Sí       | Sí    | Sí        | Charles Goodnight |
| 2021 - 2023       | Mayor of Kingstown   | ✅ Sí    |          |       |           |                   |
| 2022 - presente   | Tulsa King           | Sí       |          |       | Sí        |                   |
| 2022 - presente   | 1923                 | Sí       |          |       | Sí        |                   |
| 2023 - presente   | Special Ops: Lioness | Sí       |          | Sí    | Sí        |                   |
| 2024 - actualidad | Landman              | Sí       |          |       | Sí        |                   |
| TBA               | The Madison          | Sí       |          |       | Sí        |                   |

## Premios y distinciones
Premios Óscar
| Año  | Categoría            | Película    | Resultado |
| ---- | -------------------- | ----------- | --------- |
| 2017 | Mejor guion original | Comanchería | Nominado  |

Festival Internacional de Cine de Cannes
| Año  | Categoría                           | Película   | Resultado |
| ---- | ----------------------------------- | ---------- | --------- |
| 2017 | Un Certain Regard al mejor director | Wind River | Ganador   |